# Manhay
Manhay es un municipio de la región de Valonia, en la provincia de Luxemburgo, Bélgica. A 1 de enero de 2019 tenía una población estimada de 3556 habitantes.

## Geografía
Se encuentra ubicada al sureste del país, en la zona de las Ardenas y esta bañada por el río Aisne, un afluente del río Ourthe.

### Secciones del municipio
El municipio comprende los antiguos municipios, que se fusionaron en 1977:
| - Dochamps - Grandménil - Harre - Malempré - Odeigne - Vaux-Chavanne |

### Pueblos y aldeas del municipio
El municipio comprende los pueblos y aldeas de:
- en Dochamps: Forge-à-l'Aplé, Freyneux, Lamorménil
- en Grandménil: Chêne-al'Pierre, Lafosse, Manhay
- en Harre: Champ de Harre, Deux-Rys, Fays, La Fange, Roche-à-Frêne
- en Malempré: Xhout-si-Plout
- en Odeigne: Oster

## Demografía

### Evolución
Todos los datos históricos relativos al actual municipio, el siguiente gráfico refleja su evolución demográfica, incluyendo municipios después de efectuada la fusión el 1 de enero de 1977.
| Gráfica de evolución demográfica de Manhay entre 1846 y 2020 |
|                                                              |